# Åshild
Åshild je ženské křestní jméno severského původu. Je odvozen z germánských slov áss "(pohanský) bůh" a hildr "boj".

## Další podoby
- Áshildr - starší severština a islandština

## Známé nositelky
- Áshildr, postava ze seriálu Pán času[2]
- Åshild Anmarkrud, tajemnice Norska
- Åshild Hauan, norská politička
- Åshild Kolås, sociální antropoložka a badatelka
- Åshild Lofthus, norská snowboardistka
- Åshild Ringsdatter
- Åshild Karlstrøm Rundhaug, norská politička
- Åshild Watne, norská zpěvačka a hudební skladatelka